# Tai nạn tàu hỏa tại Buenos Aires
Một tai nạn tàu hỏa tại Buenos Aires, thủ đô Argentina, khi một đoàn tàu chở khách bị trật đường ray và đâm vào nhà ga đúng giờ cao điểm buổi sáng tại, làm ít nhất 50 người thiệt mạng và hơn 700 người bị thương.
Những người sống sót trong vụ tai nạn đường sắt tồi tệ nhất của Argentina ba thập kỷ qua kể rằng con tàu chở quá tải này đã không thể dừng bánh được khi tiến vào nhà ga Once ở phía tây thành phố. Nguyên nhân chính xác của vụ tai nạn vẫn chưa được làm rõ. Các nguồn tin cho hay con tàu không hãm phanh được nên đâm vào thanh chắn ở cuối đường sắt. Các nguồn khác nghi ngờ tàu đã chạy với tốc độ quá nhanh khi vào nhà ga. 
Đây là vụ tai nạn đường sắt gây tử vong nhiều thứ ba ở Buenos Aires trong vòng 6 tháng kể từ thời điểm tai nạn, và là tai nạn tàu lửa tồi tệ nhất trong lịch sử của Argentina, sau các thảm họa đường sắt Benavidez vào năm 1970 (làm 142 người chết và 368 người bị thương) và tai nạn tàu Estrella del Norte vào năm 1978 (khiến 55 người chết và bị thương một số không rõ). 

## Vụ tai nạn
Người ta báo cáo rằng con tàu đã chạy quá nhanh vào ga và không thể nào hãm phanh để dừng lại trước khi kết thúc đoạn đường ray ở nhà ga Once. Con tàu đã nên đâm vào thanh chắn ở cuối đường sắt với tốc độ 26 km/h. Toa đầu máy và ba toa xe đầu tiên đã bị bẹp dúm. Một trong những toa chạy lao 6 m vào sâu vào toa trước nó, một hiện tượng gọi là "lồng". Nhiều hành khách mô tả tác động như một vụ nổ. Theo một nhà lãnh đạo công đoàn, chiếc tàu bị nạn trước đó đã vận hành tốt, và không có vấn đề với hệ thống phanh tại các nhà ga trước đó. Những hành khách cũng đã báo cáo tương tự.
Đến thời điểm 23 tháng 2 năm 2012, vụ tai nạn để lại 50 xác nhận đã chết, trong đó có ba trẻ em. Người đứng đầu Sistema de Atención dược de Emergencia (SAME), Alberto Crescenti, cảnh báo rằng số người chết có thể tăng lên khi làm việc trên các vị trí tai nạn tiếp tục.